# Lisette Sevens
Elisabeth Anthonius Maria Ignatius Sevens (Helmond, 29 de junio de 1949) es una exjugadora neerlandesa de hockey sobre césped.

## Trayectoria
Sevens debutó en la selección neerlandesa en 1970. En los Juegos Olímpicos de Los Ángeles 1984 obtuvo la primera medalla de oro para su selección, como capitana del equipo.